# ليو إستريلا
ليو إستريلا (بالإنجليزية: Leo Estrella)‏ هو لاعب كرة قاعدة دومينيكاوي، ولد في 20 فبراير 1975 في بويرتو بلاتا في جمهورية الدومينيكان.

## وصلات خارجية
- ليو إستريلا على موقعبيزبول رفرنس.كوم (الدوري الرئيسي) (الإنجليزية)
- ليو إستريلا على موقعبيزبول رفرنس.كوم (الدوري الثانوي) (الإنجليزية)
- ليو إستريلا على موقع مشجعي الرسوم البيانية (الإنجليزية)